# Rømmegrøt
Le rømmegrøt est une bouillie norvégienne. Il est formé d'une crème fouettée que l'on chauffe, de laquelle on extrait la graisse qui a fondu, on ajoute lait et farine avant de verser dans un puits sur la crème la graisse extraite au début. On déguste ensuite avec un mélange de sucre et de cannelle. Ce plat qui tient chaud est connu pour rassasier efficacement.